# 榄绿果薹草
榄绿果薹草（学名：Carex olivacea）为莎草科薹草属的植物。分布在印度、锡金以及中国大陆的四川、云南等地，生长于海拔1,250米至3,000米的地区，多生长于沼泽地以及潮湿处，目前尚未由人工引种栽培。
种加词 olivacea 意为“橄榄绿的”。